# China Metallurgical Group
China Metallurgical Group Corporation (MCC) ist ein chinesisches Unternehmen mit Firmensitz in Peking. Das Unternehmen ist ein staatseigenes Bergbauunternehmen, das unter anderem Kupfer, Eisenerz, Nickel, Kobalt, Zink, Aluminium und Blei abbaut.
Ende 2007 erhielt China Metallurgical Group den Zuschlag von der afghanischen Regierung zur Ausbeutung der größten Kupferlagerstätte in Afghanistan. Es wird geschätzt, dass sich in der Lagerstätte Aynak etwa 13 Millionen Tonnen Kupfer befinden.
Ende September 2010 unterzeichnete MCC mit der afghanischen Regierung einen Vertrag zum Bau einer Eisenbahnstrecke von Pakistan über Kabul nach Usbekistan. Durch sie sollte auch die Mine Aynak angebunden werden, sodass der Export des Kupfererzes erleichtert würde. Die Baukosten sollten fünf Milliarden US-Dollar betragen und die Fertigstellung in fünf Jahren erfolgen. Das Unternehmen wollte anschließend auch die Betriebsführung übernehmen. Allerdings enthielt der Vertrag den wichtigen Vorbehalt, dass eine Machbarkeitsstudie für die Eisenbahn durchgeführt werden muss, ohne jedoch zu verlangen, dass die Strecke tatsächlich gebaut werden muss, falls diese Studie negativ ausfällt. Dieses ambitionierte Infrastrukturprojekt wurde nie realisiert
Das Jahr 2024 markierte einen Wendepunkt für das Mes Aynak-Projekt. Die Taliban-Regierung begann mit dem Bau einer Straße zur abgelegenen Kupfermine, was als eines der deutlichsten Signale seit der Machtübernahme 2021 gewertet wurde, dass beide Seiten das Projekt vorantreiben wollen. Bei einer Zeremonie zum Baustart betonte der stellvertretende Ministerpräsident der Taliban die "entscheidende Bedeutung" des Projekts und hob "die Dringlichkeit, praktische Arbeiten ohne weitere Verzögerung zu beginnen" hervor.
Ein MCC-Sprecher bestätigte 2024, dass das Unternehmen plane, die Mine in Betrieb zu nehmen, konnte jedoch keinen konkreten Zeitpunkt nennen. Eine MCC-Quelle hatte bereits 2021 geschätzt, dass der Aufbau der Bergbauinfrastruktur fünf bis sechs Jahre dauern könnte, das Projekt aber nicht vorangehen könne, solange Sicherheitsbedenken bestünden. Falls realisiert, wäre es eines der größten Projekte in der Geschichte Afghanistans und würde nach Schätzungen der Taliban 3000 direkte Arbeitsplätze schaffen.